# Joaquim Sapinho

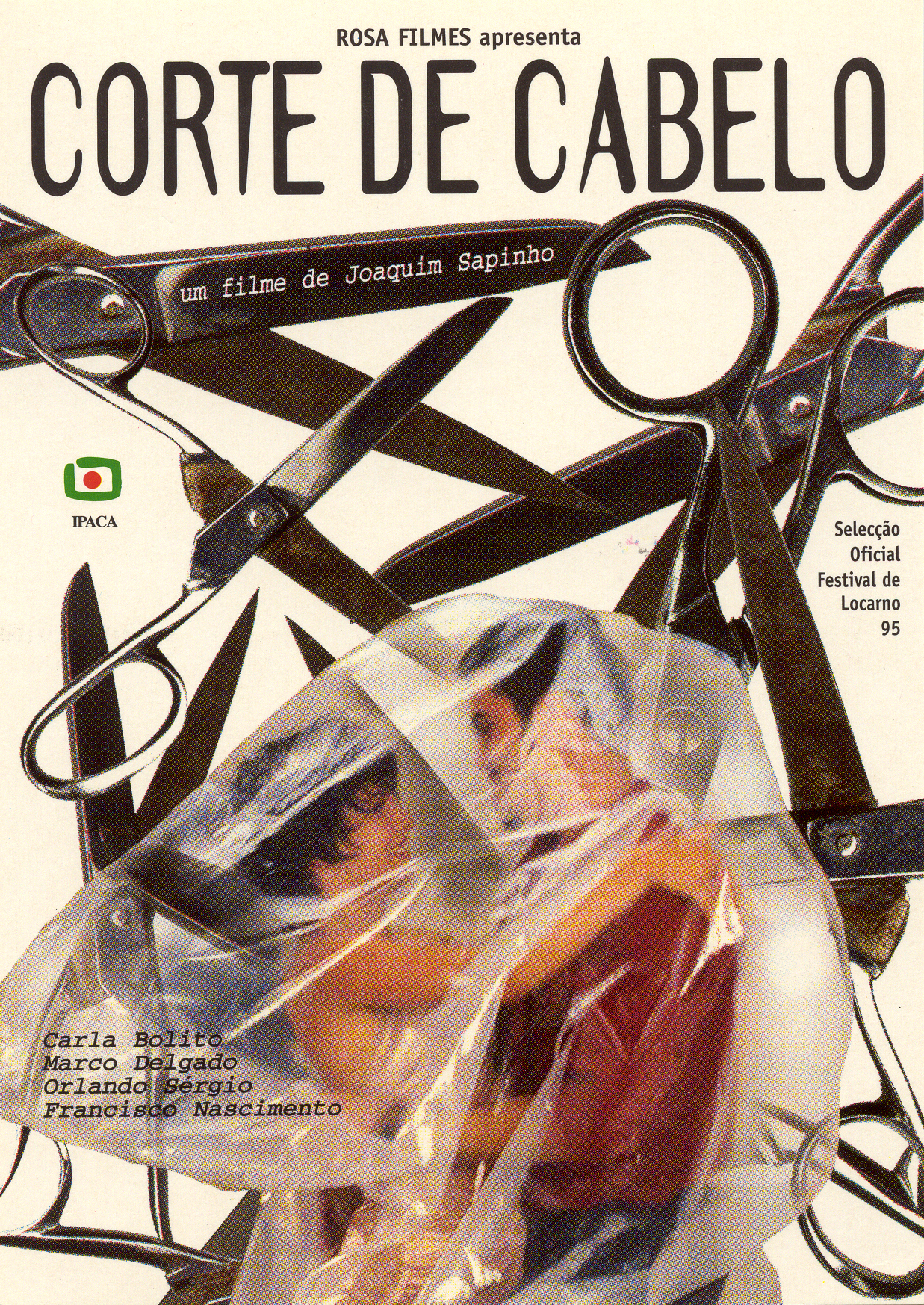
Plakat Corte de Cabelo (1995)

Joaquim Sapinho (* 1964 in Sabugal) ist ein portugiesischer Filmregisseur und -produzent.

## Werdegang
Mit 16 ging Sapinho allein nach Lissabon, wo er oft die Cinemateca Portuguesa frequentierte und in der Folge Film studierte. Er ist heute Dozent für Regie an der Theater- und Filmhochschule in Lissabon, der ESTC (Escola Superior de Teatro e Cinema), an der er einst Student war.
Um seinen Wunsch, Filme zu machen, in die Realität umsetzen zu können, gründete er die Produktionsfirma Rosa Filmes. Sein erster Film, Corte de Cabelo („Haarschnitt“), hatte seine Premiere beim 48. Filmfestival von Locarno. Er wurde ein Publikumserfolg (unter den 25 meistgesehenen portugiesischen Filmen seit 1974) und erhielt gleichzeitig eine Reihe Preise (in Genf, Angers, Chicago, Spanien und den USA).

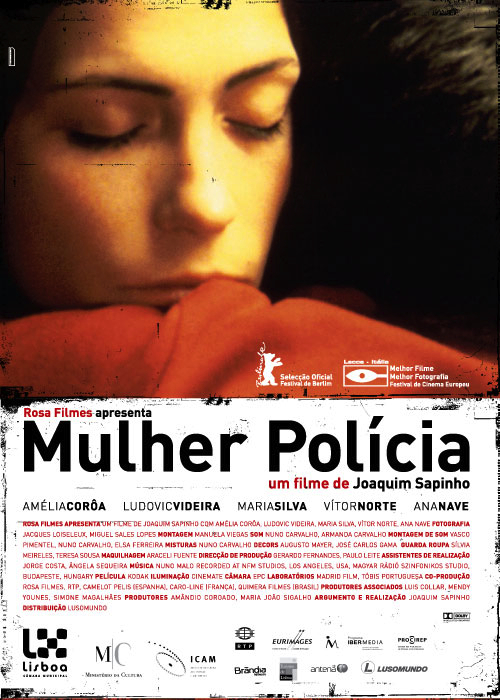
Plakat Mulher Polícia (2003)

Auch sein nächster Spielfilm A Mulher Polícia gewann eine Reihe internationaler Preise (Kuba, Spanien und Italien) und bekam sehr gute Kritiken, konnte aber den Erfolg an der Kinokasse nicht wiederholen. War sein Debüt noch ein Film mit Tempo und einer Mischung aus Humor, Sex und Nachdenklichkeit, so war sein zweiter Film ernst und atmosphärisch dichter.
Seine eindringliche Dokumentation über Bosnien nach dem Krieg, Diários da Bósnia („Bosnische Tagebücher“), hatte Premiere auf dem Pusan International Film Festival in Südkorea, erhielt positive Kritiken im In- und Ausland (Público, Variety) und war der erste portugiesische Dokumentarfilm, der landesweit in den Verleih kam und in den Multiplex-Kinos der Lusomundo gezeigt wurde.

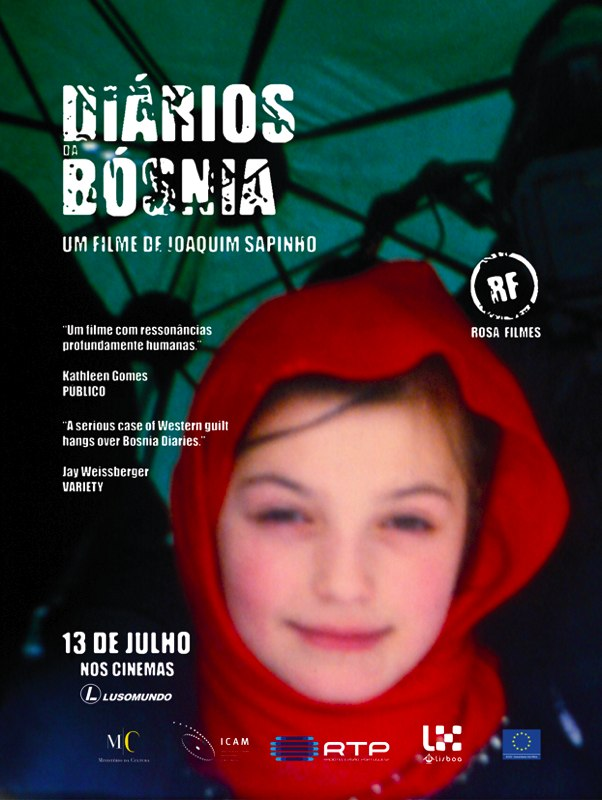
Plakat Diários da Bósnia (2005)

Sein Film Deste Lado da Ressurreição („Diesseits der Auferstehung“) lief auf verschiedenen Festivals, etwa dem São Paulo International Film Festival oder dem Toronto International Film Festival (TIFF), wo er Premiere hatte.

## Filmografie
- 1995: Corte de Cabelo (Haarschnitt)
- 1999: Glória (Drehbuch; Regie: Manuela Viegas)
- 2003: A Mulher Polícia (Die Polizeifrau)
- 2005: Diários da Bósnia (Bosnische Tagebücher) Doku.
- 2011: Deste Lado da Ressurreição (Diesseits der Auferstehung)
- 2019: Liberté
- 2025: Magalhães